# جردن کانرتون
جردن کانرتون (انگلیسی: Jordan Connerton؛ زادهٔ ۲ اکتبر ۱۹۸۹) بازیکن فوتبال اهل بریتانیا است.
از باشگاه‌هایی که در آن بازی کرده‌است می‌توان به باشگاه فوتبال لانکستر و باشگاه فوتبال کندال تاون اشاره کرد.